# De Hoyos

De Hoyos is een Nederlandse familie waarvan een lid in 1816 werd opgenomen in de Nederlandse adel.

## Geschiedenis
De stamreeks begint met Jean Baptiste Hoyos wiens zoon Philippe Joseph (de) Hoyos officier in Statendienst werd, laatstelijk kolonel, en in 1768 in Maastricht werd begraven; hij trouwde in 1715 met Maria Josepha van Brienen (1686-1754), lid van de familie Van Brienen. Hun kleinzoon werd bij Koninklijk Besluit van 26 april 1816 benoemd in de ridderschap van Limburg en ging daarmee behoren tot de Nederlandse adel; aangezien hij geen kinderen had stierf met hem het 'adellijke geslacht' in 1847 uit.

## Enkele telgen
Philippe Joseph (de) Hoyos (†1768), officier in Statendienst; trouwde in 1715 met Maria Josepha van Brienen (1686-1754), lid van de familie Van Brienen
- Philippus Josephus Hoyos (†1782), drossaard van Blaton en Ramegnies
  - Jhr. Joannes Henricus Josephus (Jean Henri Joseph) de Hoyos (1769-1847), rechter en vicepresident van de rechtbank van eerste aanleg te Maastricht, lid van de raad van Maastricht, raadsheer bij het Hooggerechtshof te Luik, lid ridderschap van Limburg